# 佐々木融
佐々木 融（ささき とおる、1967年11月20日 - ）は、株式会社ふくおかフィナンシャルグループチーフ・ストラテジスト。

## 人物・経歴
神奈川県出身。ふくおかFG チーフ・ストラテジスト。県立希望ヶ丘高校卒業。1992年、上智大学外国語学部英語学科卒業後、日本銀行入行。調査統計局、札幌支店を経て1994年から1997年まで国際局（当時）為替課に配属、市場調査・分析を担当した他、為替市場介入も担当。1998年から2000年まで考査局で実地考査および銀行の財務内容の分析を担当。2000年7月からニューヨーク事務所に配属され、NY連邦準備銀行等米国当局と情報交換を行いつつ、外国為替市場を含めたNY市場全般の情報収集･調査･分析を担当。
2003年4月、JPモルガン・チェース銀行入行、チーフFXストラテジスト。2009年6月、同行債券為替調査部長。2010年5月、同行マネジング・ディレクター。2015年6月市場調査本部長。
2023年12月より現職。ふくおかFGのホームページによると、「最近、SNS において FFG や FFG のグループ会社および役職員を騙った不審な投資勧誘、不審なサイトが確認されています」として、同氏を騙るX（旧Twitter）アカウントをあげて注意喚起している。
日本証券アナリスト検定協会会員。
日経ヴェリタス為替アナリストランキング、2016年及び2018年〜2021年まで4年連続1位。インスティテューショナル・インベスターズ誌日本為替アナリストランキング、2019年、2020年1位。金融専門誌J-Money（旧・ユーロマネー誌日本語版）・ファンダメンタルズ分析部門1位（2011年10月）。

コラム：『なぜドル円だけが3桁なのか』2017年6月20日
コラム：『円急落、「安全通貨」の機能終えんか』2020年2月21日
コラム：『円安は誰にとってプラスなのか』2021年11月5日
インタビュー：『失敗し始めた社会主義国・日本』2022年2月25日
インタビュー：『円安は本当に日本人にとってプラスなのか』2022年4月4日
コラム：『本当の円安危機、1000兆円の家計が外貨買いに走る時に到来か』2022年4月22日
コラム：『巨額の個人金融資産が日本から逃げ出すとき』2022年5月16日
コラム：『サプライズ好き日本銀行が理解していない問題』2023年1月2日
コラム：『円の通貨危機が静かに進んでいる警戒すべき実態』2023年6月9日
コラム：『「動かない日銀」と「止まらない主要中銀」、今年後半に円下落加速か』2023年6月19日
インタビュー：『円安まだ終わりではない－為替予想で最も正確だったＪＰモルガン佐々木氏』2023年9月7日
コラム：『来年も4年連続のドル高・円安か、「地政学リスクで円売り」に構造変化』2023年10月28日
コラム：『円高時代の終焉、円を弱くした3つの現象と6つの出来事』2024年6月23日

## 著書
- 『弱い日本の強い円』（日本経済新聞出版社: 2011年10月）
- 『インフレで私たちの収入は本当に増えるのか？-デフレ脱却をめぐる6つの疑問-』（ダイヤモンド社: 2013年4月）